# Championnats d'Europe d'haltérophilie 2016
Navigation
Édition précédente Édition suivante
Les Championnats d'Europe d'haltérophilie 2016 ont lieu en Norvège, à Førde du 8 avril 2016 au 16 avril 2016.

## Résultats détaillés

### Hommes

#### - de 56 kg
|             | Or                      | Or     | Argent                  | Argent | Bronze                           | Bronze |
| Arraché     | Josué Brachi Espagne    | 121 kg | Mirco Scarantino Italie | 120 kg | İsmet Algül Turquie              | 115 kg |
| Épaulé-Jeté | Mirco Scarantino Italie | 144 kg | Josué Brachi Espagne    | 143 kg | Elmar Aliyev Azerbaïdjan         | 136 kg |
| Total       | Mirco Scarantino Italie | 264 kg | Josué Brachi Espagne    | 264 kg | Ilie-Constantin Ciotoiu Roumanie | 247 kg |

#### - de 62 kg
|             | Or                  | Or     | Argent                   | Argent | Bronze                   | Bronze |
| Arraché     | Erol Bilgin Turquie | 133 kg | Feliks Khalibekov Russie | 133 kg | Vladimir Urumov Bulgarie | 129 kg |
| Épaulé-Jeté | Hurşit Atak Turquie | 170 kg | Vladimir Urumov Bulgarie | 159 kg | Iuri Dudoglo Moldavie    | 156 kg |
| Total       | Hurşit Atak Turquie | 296 kg | Feliks Khalibekov Russie | 289 kg | Vladimir Urumov Bulgarie | 288 kg |

#### - de 69 kg
|             | Or                        | Or     | Argent               | Argent | Bronze                      | Bronze |
| Arraché     | Daniýar Ismaýilov Turquie | 155 kg | Sergei Petrov Russie | 147 kg | Briken Calja Albanie        | 145 kg |
| Épaulé-Jeté | Daniýar Ismaýilov Turquie | 178 kg | Sergei Petrov Russie | 175 kg | Vanik Avetisyan Arménie     | 175 kg |
| Total       | Daniýar Ismaýilov Turquie | 333 kg | Sergei Petrov Russie | 322 kg | David Sanchez Lopez Espagne | 318 kg |

#### - de 77 kg
|             | Or                          | Or     | Argent                     | Argent | Bronze                   | Bronze |
| Arraché     | Andranik Karapetyan Arménie | 170 kg | Tigran Martirosyan Arménie | 160 kg | Dumitru Captari Roumanie | 156 kg |
| Épaulé-Jeté | Andranik Karapetyan Arménie | 197 kg | Tigran Martirosyan Arménie | 192 kg | Dumitru Captari Roumanie | 192 kg |
| Total       | Andranik Karapetyan Arménie | 367 kg | Tigran Martirosyan Arménie | 352 kg | Dumitru Captari Roumanie | 348 kg |

#### - de 85 kg
|             | Or                             | Or     | Argent                         | Argent | Bronze                    | Bronze |
| Arraché     | Gabriel Sâncrăian Roumanie     | 169 kg | Oleksandr Pielieshenko Ukraine | 168 kg | Giovanni Bardis France    | 166 kg |
| Épaulé-Jeté | Oleksandr Pielieshenko Ukraine | 168 kg | Gabriel Sâncrăian Roumanie     | 169 kg | Antonino Pizzolato Italie | 197 kg |
| Total       | Oleksandr Pielieshenko Ukraine | 372 kg | Gabriel Sâncrăian Roumanie     | 371 kg | Gheorghii Cernei Roumanie | 358 kg |

#### - de 94 kg
|             | Or                       | Or     | Argent                       | Argent | Bronze                 | Bronze |
| Arraché     | Tomasz Zieliński Pologne | 176 kg | Zygimantas Stanulis Lituanie | 175 kg | Łukasz Grela Pologne   | 174 kg |
| Épaulé-Jeté | Egor Klimonov Russie     | 211 kg | Tomasz Zieliński Pologne     | 211 kg | Georgii Kuptsov Russie | 206 kg |
| Total       | Tomasz Zieliński Pologne | 387 kg | Zygimantas Stanulis Lituanie | 381 kg | Georgii Kuptsov Russie | 376 kg |

#### - de 105 kg
|             | Or                        | Or     | Argent                      | Argent | Bronze                      | Bronze |
| Arraché     | Rodion Bochkov Russie     | 182 kg | Simon Martirosyan Arménie   | 182 kg | Sargis Martirosjan Autriche | 181 kg |
| Épaulé-Jeté | Artūrs Plēsnieks Lettonie | 226 kg | Arkadiusz Michalski Pologne | 226 kg | Simon Martirosyan Arménie   | 220 kg |
| Total       | Artūrs Plēsnieks Lettonie | 403 kg | Arkadiusz Michalski Pologne | 403 kg | Simon Martirosyan Arménie   | 402 kg |

#### + 105 kg
|             | Or                       | Or     | Argent               | Argent | Bronze                        | Bronze |
| Arraché     | Lasha Talakhadze Géorgie | 212 kg | Gor Minasyan Arménie | 205 kg | Ihor Shymechko Ukraine        | 196 kg |
| Épaulé-Jeté | Lasha Talakhadze Géorgie | 251 kg | Mart Seim Estonie    | 239 kg | Jiří Orság République tchèque | 238 kg |
| Total       | Lasha Talakhadze Géorgie | 463 kg | Gor Minasyan Arménie | 443 kg | Mart Seim Estonie             | 424 kg |

### Femmes

#### - de 48 kg
|             | Or                              | Or     | Argent                | Argent | Bronze                          | Bronze |
| Arraché     | Monica Suneta Csengeri Roumanie | 83 kg  | Sibel Özkan Turquie   | 82 kg  | Nurcan Taylan Turquie           | 81 kg  |
| Épaulé-Jeté | Sibel Özkan Turquie             | 100 kg | Genny Pagliaro Italie | 99 kg  | Iana Diachenko Ukraine          | 98 kg  |
| Total       | Sibel Özkan Turquie             | 182 kg | Genny Pagliaro Italie | 180 kg | Monica Suneta Csengeri Roumanie | 178 kg |

#### - de 53 kg
|             | Or                      | Or     | Argent                  | Argent | Bronze                 | Bronze |
| Arraché     | Iuliia Paratova Ukraine | 94 kg  | Rebeka Koha Lettonie    | 90 kg  | Cristina Iovu Roumanie | 90 kg  |
| Épaulé-Jeté | Cristina Iovu Roumanie  | 120 kg | Sema Acartürk Turquie   | 109 kg | Rebeka Koha Lettonie   | 108 kg |
| Total       | Cristina Iovu Roumanie  | 210 kg | Iuliia Paratova Ukraine | 202 kg | Rebeka Koha Lettonie   | 198 kg |

#### - de 58 kg
|             | Or                          | Or     | Argent                   | Argent | Bronze                   | Bronze |
| Arraché     | Boyanka Kostova Azerbaïdjan | 105 kg | Veronika Ivasiuk Ukraine | 90 kg  | Joanna Łochowska Pologne | 90 kg  |
| Épaulé-Jeté | Boyanka Kostova Azerbaïdjan | 130 kg | Irina Lepșa Roumanie     | 117 kg | Joanna Łochowska Pologne | 114 kg |
| Total       | Boyanka Kostova Azerbaïdjan | 235 kg | Irina Lepșa Roumanie     | 205 kg | Joanna Łochowska Pologne | 204 kg |

#### - de 63 kg
|             | Or                        | Or     | Argent                    | Argent | Bronze                    | Bronze |
| Arraché     | Diana Akhmetova Russie    | 100 kg | Natalia Khlestkina Russie | 99 kg  | Giorgia Bordignon Italie  | 99 kg  |
| Épaulé-Jeté | Natalia Khlestkina Russie | 123 kg | Giorgia Bordignon Italie  | 120 kg | Zoe Smith Grande-Bretagne | 119 kg |
| Total       | Natalia Khlestkina Russie | 222 kg | Diana Akhmetova Russie    | 219 kg | Giorgia Bordignon Italie  | 219 kg |

#### - de 69 kg
|             | Or                         | Or     | Argent                     | Argent | Bronze                        | Bronze |
| Arraché     | Darya Pachabut Biélorussie | 106 kg | Nazik Avdalyan Arménie     | 105 kg | Rebekah Tiler Grande-Bretagne | 99 kg  |
| Épaulé-Jeté | Nazik Avdalyan Arménie     | 132 kg | Darya Pachabut Biélorussie | 130 kg | Rebekah Tiler Grande-Bretagne | 123 kg |
| Total       | Nazik Avdalyan Arménie     | 237 kg | Darya Pachabut Biélorussie | 236 kg | Rebekah Tiler Grande-Bretagne | 222 kg |

#### - de 75 kg
|             | Or                  | Or     | Argent                       | Argent | Bronze                    | Bronze |
| Arraché     | Iryna Dekha Ukraine | 115 kg | Gaëlle Nayo-Ketchanke France | 110 kg | Natalia Priscepa Moldavie | 110 kg |
| Épaulé-Jeté | Iryna Dekha Ukraine | 135 kg | Gaëlle Nayo-Ketchanke France | 132 kg | Natalia Priscepa Moldavie | 130 kg |
| Total       | Iryna Dekha Ukraine | 250 kg | Gaëlle Nayo-Ketchanke France | 242 kg | Natalia Priscepa Moldavie | 240 kg |

#### + 75 kg
|             | Or                                                      | Or            | Argent                      | Argent | Bronze                          | Bronze |
| Arraché     | Hripsime Khurshudyan Arménie Anastasiia Hotfrid Géorgie | 113 kg 113 kg | Mercy Brown Grande-Bretagne | 103 kg | Aleksandra Mierzejewska Pologne | 102 kg |
| Épaulé-Jeté | Hripsime Khurshudyan Arménie Anastasiia Hotfrid Géorgie | 137 kg 136 kg | Sabina Bagińska Pologne     | 131 kg | Mercy Brown Grande-Bretagne     | 127 kg |
| Total       | Hripsime Khurshudyan Arménie Anastasiia Hotfrid Géorgie | 250 kg 249 kg | Mercy Brown Grande-Bretagne | 230 kg | Aleksandra Mierzejewska Pologne | 223 kg |